# Рене Теммінк
Рене Теммінк (24 червня 1960, Девентер) — голландський колишній футбольний арбітр. Арбітр ФІФА та УЄФА з 1995 по 2006 роки. Зі своїм зростом 203 см він був одним із найвищих арбітрів на футбольних полях.

## Суддівська кар'єра
Теммінк народився в Девентері, провінція Оверейсел, і розпочав свою кар'єру тренером молодіжної команди місцевої аматорської команди «Геліос» у Девентері, одночасно граючи у футбол. Коли арбітр не з'явився, Теммінк вирішив замінити його. Представник ФФН запросив його стати арбітром. Він починав як арбітр молодіжних матчів, але вже в перший рік просунувся до старших матчів. У 1987 році його підвищили до східного округу КФФН. У 1990 році він увійшов до списку С, а роком пізніше був підвищений до списку В голландського футболу. У сезоні 1993—1994 років він був включений до списку А і став міжнародним арбітром 1 січня 1995 року.
У сезоні 2001—2002 рр. Теммінк був включений до першої групи арбітрів ФІФА, визнаний одним з 30 найкращих арбітрів Європи. На національному рівні він працював на більш важливих матчах, таких як Де Класікер між «Феєнордом» (Роттердам) і «Аяксом» (Амстердам), а також у різних матчах Ліги чемпіонів УЄФА. Він також був арбітром фіналу Кубка Нідерландів 2002 між «Аяксом» і «Утрехтом» та суперкубка Нідерландів 2006. У сезоні 2003/04 Теммінк провів один матч у Лізі 1 у Франції.
Свою останню гру в кар'єрі Теммінк провів 23 грудня 2006 року між «Геренвеном» і «Ексельсіором» з Роттердама. Представник ФФН Берт ван Ооствен нагородив його медаллю і відповідним документом за внесок у проведення турнірів, пов'язаних з ФФН. Загалом Теммінк був членом суддівської бригади ФФН протягом 15 років, з них 11 років на міжнародних матчах. Він відсудив понад 400 матчах у чемпіонаті Нідерландів.
Його першим матчем у професійному футболі був матч між Еммен і Осс, а його першим матчем Ередивізі — між Спартою (Роттердам) та Родою. Теммінк провів 75 матчів найважливіших міжнародних турнірів, таких як Ліга чемпіонів УЄФА, Кубок УЄФА та міжнародні матчі. Серед його найвідоміших матчів — такі матчі, як «Порто — Селтік», «Галатасарай» — «Барселона», «Челсі» — «Баварія», «Рома» — «Реал» і «Барселона» — «Панатінаїкос». А також Німеччина — Данія, Іспанія — Бразилія, Білорусь — Італія та Франція — Ізраїль. Він також судив фінал між Францією та Іспанією на молодіжному чемпіонаті світу в Єгипті, а також фінал Суперкубка Європи в Монако між московським ЦСКА та ФК «Ліверпуль» у 2005 році.
Серед своїх улюблених стадіонів Теммінк називає «Олд Траффорд» і «Де Кейп». Теммінк вважає П'єрлуїджі Колліну та Андерса Фріска одними з найкращих арбітрів у світі.
З 1 січня 2007 року Теммінк входить до складу технічного персоналу ФФН, де він передаватиме свої знання та досвід молодому поколінню футбольних арбітрів Нідерландів.